# 전배수
전배수(1970년 6월 2일 ~ )는 대한민국의 배우이다.

## 출연작

### 영화
- 《사랑을 놓치다》 (2006년) - 현태 역
- 《크로싱》 (2008년) - 탄부 4 역
- 《모던 보이》 (2008년) - 토지조사국 동료 역
- 《핸드폰》 (2009년) - 송기택 역
- 《심장이 뛴다》 (2011년) - 박 실장 역
- 《그대를 사랑합니다》 (2011년) - 동사무소 직원 4 역
- 《광해, 왕이 된 남자》 (2012년) - 형판 4 역
- 《타워》 (2012년) - 영철 역
- 《우는 남자》 (2014년) - 장 형사 역
- 《해적: 바다로 간 산적》 (2014년) - 백선기 역
- 《강남 1970》 (2015년) - 구 사장 역
- 《히말라야》 (2015년) - 전배수 역
- 《검사외전》 (2016년) - 강영섭 계장 역
- 《곡성》 (2016년) - 덕기 역
- 《올레》 (2016년) - 병철 역
- 《밀정》 (2016년) - 서대문형무소간수 역
- 《프리즌》 (2017년) - 보안과장 역
- 《군함도》 (2017년) - 마 역
- 《대장 김창수》 (2017년) - 박동구 역
- 《7년의 밤》 (2018년) - 현태 역
- 《박화영》 (2018년) - 담임 선생님 역
- 《너의 결혼식》 (2018년) - 승희 부 역
- 《국가부도의 날》 (2018년) - 영범 역
- 《컨트롤》 (2018년)
- 《기묘한 가족》 (2019년) - 박 순경 역
- 《악인전》 (2019년) - 형사과장 역
- 《오! 문희》 (2020년) - 한 부장 역
- 《킹메이커》 (2022년) - 이 보좌관 역
- 《공조 2: 인터내셔날》 (2022년) - 김정택 역
- 《행복의 나라》 (2024년) - 부한명 역
- 《전,란》 (2024년) - 상문 / 책사어른 역
- 《괴기열차》 (2025년) - 역장 역

### 드라마
- 《알게될거야》 (2004년, KBS2) - 사무국장 역
- 《삼인삼색》 (2008년, OCN) - Dr 초이 역
- 《백희가 돌아왔다》 (2016년, KBS2)
- 《THE K2》 (2016년, tvN) - 주철호 역
- 《쌈 마이웨이》 (2017년, KBS2) - 최천갑 역
- 《비밀의 숲》 (2017년, tvN) - 최윤수 팀장 역
- 《KBS 드라마 스페셜 - 만나게 해, 주오》 (2017년, KBS2) - 차민관 역
- 《마녀의 법정》 (KBS2, 2017년) - 오수철 역
- 《변혁의 사랑》 (2017년, tvN) - 백준의 아버지 백승기 역
- 《매드 독》 (2017년, KBS2) - 신지웅 역
- 《드라마 스테이지 - 소풍 가는 날》 (2017년, tvN)
- 《서른이지만 열일곱입니다》 (2018년, SBS) - 우성현 역
- 《러블리 호러블리》 (2018년, KBS2) - 을순의 아버지 역
- 《오늘의 탐정》 (2018년, KBS2)
- 《손 the guest》 (2018년, OCN) - 김영수 역
- 《동네변호사 조들호 2: 죄와 벌》 (2019년, KBS2) - 강기영 역
- 《해치》 (2019년, SBS) - 장달 역
- 《동백꽃 필 무렵》 (2019년, KBS2) - 변배수 소장 역
- 《한여름의 추억》 (2017년, JTBC) - 김지운의 상사 역
- 《무법 변호사》 (2018년, tvN) - 기성지법 판사 역
- 《KBS 드라마 스페셜 - 렉카》 (2019년, KBS2)
- 《어서와》 (2020년, KBS2) - 고민중 역
- 《더 킹 : 영원의 군주》 (2020년, SBS) - 정도인 역
- 《비밀의 숲 2》 (2020년, tvN) - 최윤수 역
- 《철인왕후 》 (2020년, tvN) - 김문근 역
- 《허쉬 》 (2020년, JTBC) - 김현도 역
- 《트레이서》 (2022년, MBC, WAVVE) - 장정일 역
- 《지금 우리 학교는》 (2022년, Netflix) - 남소주 역
- 《기상청 사람들: 사내연애 잔혹사 편》 (2022년, JTBC) - 이명한 역
- 《너에게 가는 속도 493KM》 (2022년, KBS2) - 박만수 역
- 《이상한 변호사 우영우》 (2022년, ENA) - 우광호 역
- 《남이 될 수 있을까?》 (2023년, 지니 TV) - 서한길 역
- 《신성한, 이혼》 (2023년, JTBC) - 박유석 역
- 《비질란테》 (2023년, Disney+) - 석 실장 역 (특별출연)
- 《눈물의 여왕》 (2024년, tvN) - 백두관 역
- 《돌풍》 (2024년, Netflix) - 이장석 역
- 《우씨왕후》 (2024년, TVING) - 우소 역
- 《나의 해리에게》 (2024년, ENA) - 김신중 역
- 《페이스 미》 (2024년, KBS2) - 김석훈 역
- 《나의 완벽한 비서》 (2025년, SBS)
- 《언더커버 하이스쿨》 (2025년, MBC) - 안석호 역

### 연극
- 《라이어 3탄》 (2007년) - 이영호 역
- 《포에버》 (2008년) - 멀티맨 역
- 《늘근도둑 이야기》 (2008년) - 덜 늘근도둑 역
- 《삼도봉美스토리》 (2009년) - 노상술 역
- 《세상에서 가장 아름다운 이별》 (2010년) - 근덕 역
- 《베리베리 임포턴트 펄슨》 (2010년) - 강한철 역
- 《너와 함께라면》 (2010년) - 아버지 역
- 《악역배우 남달구》 (2011년) - 공팔복 역
- 《노이즈 오프》 (2012년) - 로저 역
- 《키사라기 미키짱》 (2012년) - 키무라 타쿠아 역
- 《난중일기에는 없다》 (2013년) - 이순신 장군 역
- 《달걀의 모든 얼굴》- 김해 (2019년) - 장충재 역

## 수상 및 후보
| 연도 | 시상식                    | 부문                       | 작품                                 | 결과 |
| ---- | ------------------------- | -------------------------- | ------------------------------------ | ---- |
| 2019 | KBS 연기대상              | 중편드라마부문 남자 조연상 | 동백꽃 필 무렵                       | 후보 |
| 2024 | 제10회 에이판 스타 어워즈 | 남자 연기상                | 눈물의 여왕, 우씨왕후, 나의 해리에게 | 수상 |